# هوندا ۷۵۰ سی‌بی‌ایکس
هوندا سی‌بی‌ایکس ۷۵۰ (انگلیسی: Honda CBX750) یک موتور اسپرت چهارسیلندر ۷۵۰ سی‌سی با قدرت ۷۰ اسب بخار محصول کمپانی هوندا بود، که عمدتاً در اروپا، آفریقای جنوبی و استرالیا فروخته می‌شد، این موتورسیکلت که از سال ۱۹۸۴ تا ۱۹۸۸ تولید انبوه شد، و از سی‌بی۷۵۰ توسعه یافته‌تر می‌باشد. 
از مزایای خوب این موتورسیکلت می‌توان به استهلاک پائین و طول عمر بالای این محصول اشاره کرد.

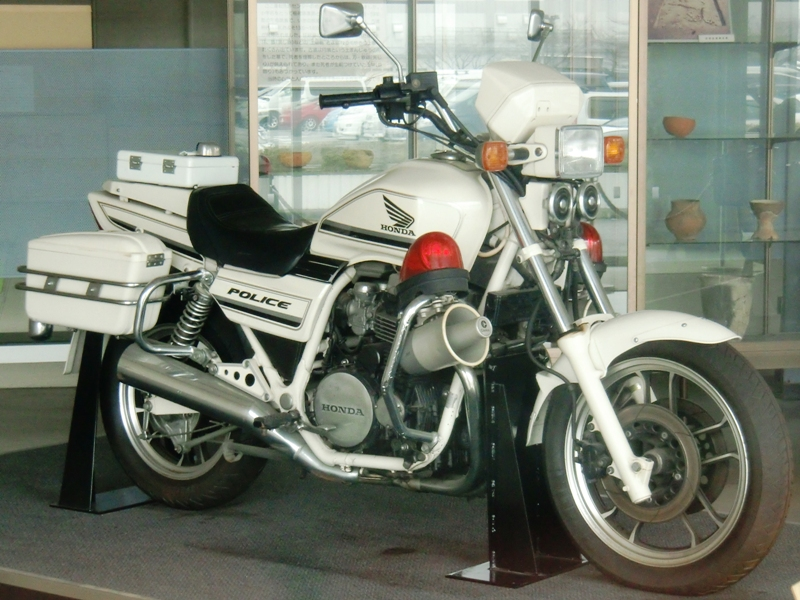
سی‌بی‌ایکس۷۵۰ (پلیسی)

این یک مدل محبوب برای موتور سیکلت پلیس در مالزی، سنگاپور، هنگ کنگ، ترکیه، جبل الطارق، ایرلند و ایران استفاده می‌شد.

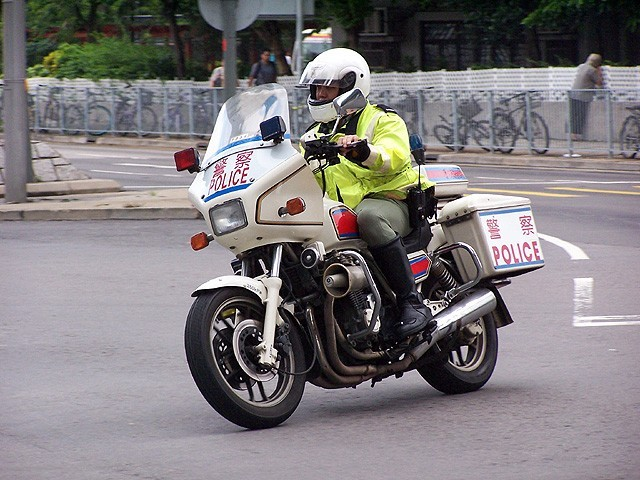
تصویر هوندا سی‌بی‌ایس ۷۵۰ در قامت موتور پلیس

آخرین مدل این موتور سیکلت در سال ۲۰۰۱ به درخواست پلیس ایرلند ساخته شد، در ایران هم در سال ۱۳۷۵ وارد ناوگان پلیس شد. همچنین حداکثر سرعت این موتور بیش از ۱۸۰ کیلومتر در ساعت بود.   